# Hans Berggren (fotbollsspelare)
Hans "Hasse" Berggren, född 18 februari 1973, är en svensk före detta fotbollsspelare. Han belönades 2003 med priset för Årets mål på Fotbollsgalan.

## Karriär
Berggrens moderklubb är Norrsundets IF, där han spelade mellan 1980 och 1990. Därefter spelade Berggren mellan 1990 och 1993 för Hamrånge GIF. Hans genombrott kom dock i Gefle IF. Därefter spelade han med Hammarby IF och blev senare proffs i Norge med FK Haugesund. År 2002 sågs han spela i ett svenskt lag igen, nu i Elfsborg innan han skrev på för Häcken inför säsongen 2006. Inför säsongen 2008 skrev Hans Berggren på för sin gamla klubb Gefle IF.
Den 17 maj 2011 meddelade Berggren att han skulle sluta sin aktiva karriär inom fotboll. Hans sista match blev den mållösa hemmamatchen mot Mjällby AIF den 26 maj.
I oktober 2011 fick Berggren en roll som sportchef för ungdomslagen i Gefle IF. I november 2013 tog han över som sportchef i A-laget. Berggren innehöll positionen som sportchef fram till december 2016 då han lämnade klubben.